# 黃智賢 (1964年)
黄智賢（1964年—），原名黃瓊賢，台灣媒體人物、政治人物、南京大学台湾研究所兼职教授、前中天電視節目主持人及政治評論員，出生於台灣臺北市。哥哥是現任民主進步黨籍臺南市市長黃偉哲，弟弟是國防安全研究院國防戰略與資源研究所所長蘇紫雲，堂弟是民主進步黨國家安全會議諮詢委員黃重諺。其政治立場為统派，擁有強烈的中國人認同。

## 家庭及早年歷史
父親在嘉義開業當醫生，黄智賢排行老二，其兄黃偉哲現為民主进步党籍台南市长，弟蘇紫雲现为台湾淡江大学整合战略科技中心执行长。堂弟黃重諺曾任總統府發言人、總統府副秘書長，現任國家安全會議諮詢委員。
黄智賢來自台南傳統家庭，小時候常到報攤上幫爸爸買黨外雜誌，雖然雜誌很貴，但她當做是對黨外運動的支持，從小就是看黨外雜誌長大的，長期支持黨外運動追求民主，然而黃智賢從小對台獨反感，她說早期的黨外運動並不強調統獨，而是反國民黨、反抗權威、為弱勢者發言，黄智賢認為民進黨「從黨外走向執政，卻變成挑起階級、種族對立，支持台獨，早就叛離當年精神」，當年很多像她一樣的台灣人，去黨外的演講場歡呼鼓掌，投票支持黨外和民進黨，支持的是民主，而不是仇恨，反對的是獨裁者，而不是中國人，從小在黨外家庭長大，黄智賢至今仍自認有黨外精神，只是她認為在民進黨身上早已看不到。
中学就读于高雄市前金國中，高中聯考高分考取臺北市立第一女子高級中學，在高中階段，黄智賢反而不愛唸書，一天到晚寫文章、辦科展，功課開始一落千丈。當醫師的爸爸要她將來唸醫科，她更排斥，因為目睹當醫師的爸爸，是個不快樂的醫師，她不願意這樣。最後，黄智賢念不到高二完就輟學，從而開始7年的打工歲月，從事電子工廠女工、計程車司機、餐廳服務生等工作。
7年之後，黄智賢發現當年同齡同學都已經大學畢業，在焦慮中積蓄資金，完成高中同等學歷後，選擇到美國、英國留學，獲得英國萊斯特大學企業管理學碩士學位。
2000年前在新竹科学工业园区擔任主管，之後黄智賢投資網路公司，當時適逢核四停建，股市大跌，於是在台灣與聖荷西都找不到資金，投資失敗得很徹底。2004年319槍擊案發生，選舉結果讓她憤怒到極點。

## 個人政治立場
由于強烈的中國人認同感，黃智賢的政治立場反對臺灣獨立且追求中國統一，認同一國兩制。黃智賢曾說：「我跟家人因為政治立場和理念不同，所以其實我家人，家父家母，我的家族，已經不准我回家。」，兄妹兩人通常為避免爭吵，他們不會在同一政論節目一起亮相。但有例外，2018年11月24日黃智賢主持的《夜問打權》九合一大選特備直播節目中，她與台南市長候選人黃偉哲電話連線慶賀當選。并於2019年1月15日首度對哥哥黃偉哲進行專訪。

### 政治經歷
2006年現身政論節目倒扁，百萬人民倒扁運動时，大力参与其中。
2007年6月14日，黃智賢到中國國民黨中常會演講批評民進黨，哥哥黃偉哲說會考慮登報紙宣布脫離兄妹關係，黃偉哲後來為了不讓媽媽傷心而打消念頭。
2008年，為了不影響哥哥黃偉哲政治前途曾經選擇不出席政論節目通告，而改行賣蒟蒻。
2013年，她看到ETC失衡的政策，決定收店開始上節目，復出當名嘴。
2014年8月，前往參加中華統一促進黨大同學校研習會，並演講「分析台獨運作之惡行惡狀」。
2014年9月，指柯文哲在MG149案有問題。
2015年10月5日，政論節目《網路酸辣湯》撤換原主持人唐湘龍與陳鳳馨，改由黃智賢主持，在節目中以旁白表示，兩人要求調整主持費，節目為成本考量，決定中止合約。唐湘龍表示此為兩人主動請辭。
2016年7月，黃智賢主持的《夜問打權》开播。由于节目主張一國兩制和平統一，中天電視高層迫於壓力要求黃智賢停播《夜問打權》。之後黃智賢證實《夜問打權》於2019年6月28日播出最後一集後正式停播。6月29日，黄智贤在中国大陆录制新节目《黄智贤聊》。《黄智贤聊》於2019年8月1日上線今日頭條，同日新節目《夜問》上線YouTube。

## 言論
- 2015年3月3日，在臉書發文砲轟柯文哲撈228油水，她說：「對於柯世元（柯文哲祖父）先生在日治時代，努力往上爬，成為皇民化家庭，我不願有絲毫批評。對柯世元先生的孫子說謊，我們要質疑。」黃智賢認為，柯文哲意圖把柯世元塑造成228事件罹難者，但柯世元是因為肺結核而死；她不解為何柯世元到底是怎樣變成228罹難者的[23]。
- 2016年12月，在臉書發文表示：「台灣要做自己的主人，要維護自己的尊嚴和利益，就應該自己上談判桌，跟大陸談和平協議」。[24][25][26]
- 2018年1月23日，接受環球時報記者的專訪表示：「一国两制方针可以让台湾保持现行社会制度和生活方式不变。各种情况都可以谈，我认为台湾失去的会非常少，唯一失去的是台独的自由」。[27]
- 2018年3月11日，在中國時報投書表示：「現在談判統一，還有追求共同統一的微小空間。既可以保存台灣人喜歡的一些制度，又能讓台灣融入大陸的活力。一國兩制下的台灣，將會重生」[28][29]。
- 2018年10月7日，在中國時報《星期论坛》专栏发表《对美国副总统彭斯的回应》[30]，引发中国大陆网友的讨论[31]，其中《光明日报》评论员称“中国选择了正确的道路，并将坚持走下去。噪音，挡不住历史前进的车轮”。[32]
- 2019年1月2日，中共中央總書記習近平發表「告台灣同胞書」40周年紀念談話——习五条後，黃智賢說習近平的談話是「和平統一的開始」，她樂見台灣將被統一。黃智賢表示，「看完整場演說，長期關注兩岸的人，必然心情激動，也必定了解，這是一個新時代的開始，也會落淚，因為相信我們真的來得及看見統一這一天」。黃智賢接著說她認為習近平的談話「是一個保證，告訴台灣人，你的顧慮和恐懼，我都知道。統一之後，不但不會失去，反而是長治久安的開始。統一的方案，都可以討論」。黃智賢認為九二共識，「不管是大陸的文件，還是台灣自己的文件，內容就是兩岸都是中國的一部分，而且要共同追求統一」因此，她認為「台灣憑什麼可以不追求統一？不追求統一，叫什麼中華民國」「是的，我們會迎接統一，以及統一之後的中華復興」。黃智賢還表示「一國兩制，本來就是為台灣量身訂做的特殊安排與設計。統一之後，你不喜歡一國兩制？那一國一制也可以」[33]。
- 2019年2月24日，黃智賢在臉書上抨擊行政院長蘇貞昌的言論「若兩岸開打，給我一支掃帚我都跟他拚」，黃智賢提到，蘇貞昌將台灣與中國大陸比喻為英國與納粹德國，「是活在哪個平行時空」，她認為蔡英文執政團隊「壞心」、「人一獨，腦就殘」，而「蠢到這步田地，實在讓人絕望」。黃認為台灣與中國大陸並非對等國與國關係，「台灣不是中國的土地？」、「蔡政府現在每天都像在發表戰爭宣言。講話一句比一句難聽」，直呼蔡政府「直接宣戰吧」[34]。
- 2019年2月27日，黃智賢收到國家通訊傳播委員會的投訴公文，指她日前在夜問打權上提及「沒有大陸台灣活不下去」等言論，因此遭投訴「過分親中」甚犯國家內亂罪。對此，黃智賢直言「親中有什麼不對？」、「我自己就是中國人，住在中國土地上。我不親中，是要親誰？」「這公文是警告？要公司給我壓力，不可『太親中』？是要叫我怕？還是要叫我笑？中華民國人，不得親中。哈哈哈。」[35]

### 對香港反送中的言論
對於香港民陣於6月9日發起「反送中」大遊行，多達 103 萬市民走上街頭，高喊「反送中、撤惡法」。2019年6月12日，黃智賢于《夜問打權》评论2019年6月9日反對逃犯條例修訂草案遊行的示威者时表示：「真的跟2014年的太陽花一模一樣，那個樣子，你怎麼會20歲出頭，有的是17、8、9歲，你對中國大陸有那麼深的仇恨呢？你這輩子，你出生以後生活在一國兩制下的香港，你有上街抗爭打警察的自由耶，這不叫一國兩制的成功，那叫做甚麼呢？」之后黃智賢称，香港在英國統治下貧富差距很大，是一个有法治、但沒有自由和政治權力的地方，「你不知道表示你更是腦殘」。9月5日，她支持香港政府以行政會議通過引用《緊急情况規例條例》下的《禁蒙面法》，批評香港民眾「敢做，就要敢當，不必假掰。」

### 批評「武漢肺炎」命名
2019冠状病毒病疫情於2019年底开始擴散，至2020年1月，台灣也出現首起確診病例，黃智賢於1月23日透過直播表示，因為世界卫生组织已經把它命名為新型冠狀病毒，不要再將此肺炎稱之為武漢肺炎，認為台灣有些媒體故意稱它為武漢肺炎，這背後就是故意要操作反中、仇中，又呼籲民眾不要去搶N95口罩。此外她還稱讚武漢市長周先旺呼籲武漢人不要離開武漢的做法非常有智慧。

## 事件
- 2019年6月16日，第11屆海峽論壇開幕大會上，黃智賢演說時數度激動哽咽，她表示「我們14億中國人絕不會讓台獨有任何一絲的可能」，兩岸統一是必然，「我們這一代要把台灣帶回家、帶回中國」，認為中國大陸提出的一國兩制是「對台灣最大的尊重與體貼」[41]。中華民國大陸委員會回应称，「海峽論壇」即是統戰大會，對於部分中華民國公民參加論壇，並且配合中國共產黨統戰，揚言要消滅中華民國。該言論是否涉及違法，中華民國大陸委員會將與相關主管機關合作，持續蒐證，依法處分[42]。

## 著作
| 年份   | 書名                                                             | 出版社 | ISBN               |
| ------ | ---------------------------------------------------------------- | ------ | ------------------ |
|        | 《戰慄的未來》                                                   |        | ISBN 9572982001    |
|        | 《戰慄的未來－解構台灣新獨裁》（亞洲週刊2004年全球十大中文好書） |        | ISBN 9572986910    |
|        | 《像我這樣的台灣人》                                             |        | ISBN 9868261600    |
|        | 《西瓜共和國》                                                   |        | ISBN 9868261619    |
|        | 《掏空》                                                         |        | ISBN 9572986953    |
|        | 《掏空台灣》（郭永續、邱毅、黃智賢著）                           |        | ISBN 957298697X    |
|        | 《這樣選總統可以嗎？》                                           |        | ISBN 957298201X    |
| 2017年 | 《因為愛你：卡蘿》                                               | 印刻   | ISBN 9789863871538 |

## 外部連結
- 黃智賢世界的Facebook專頁
- 黄智贤夜问的YouTube频道 （页面存档备份，存于）
- 黄智贤星球的新浪微博
- 黄智贤工作室的哔哩哔哩个人空间
- 風聞社區專欄 （页面存档备份，存于）
- 黃智賢中國的今日頭條